# 1719
Cette page concerne l'année 1719  du calendrier grégorien.
L'année 1719 est une année commune qui commence un dimanche.

## Événements
- 15 janvier : Jean-Baptiste Bénard de la Harpe, parti de La Nouvelle-Orléans le 17 décembre 1718, remonte la Rivière Rouge, fait alliance avec les Wichita puis explore l'Oklahoma et  une partie du Colorado. Il fait demi-tour le 13 septembre et arrive le 13 octobre[1].

- 28 février : l'empereur moghol Farrukhsiyâr est déposé et aveuglé par ses ministres Abdullah et Hussain Ali qui l’avaient aidé à prendre le pouvoir. Ils mettent sur le trône les frères Rafi-ud-Darajat et Rafi-ud-Daulat, qui meurent dans l'année[2].

- 23 mai : la Compagnie d’Occident, dirigée par John Law, absorbe celles des Indes orientales et de Chine[3]. La Compagnie française des Indes orientales est réorganisée par John Law qui répartit sa gestion entre les actionnaires, des directeurs et le commissaire du roi. Pondichéry devient la capitale des provinces françaises de l’océan Indien : îles de France et Bourbon, Chandernagor (Bengale) et Mahé (côte de Malabar), acquise en 1725. Après 1721, le gouverneur Pierre-Christophe Lenoir paye les dettes de la Compagnie et grâce à sa gestion rigoureuse, Pondichéry devient une cité prospère.

- 8 avril : acte de fondation de Cuiabá à la suite de la découverte d’or[4]. Début de la colonisation du Mato Grosso au Brésil.
- 27-28 avril : Farrukhsiyâr est assassiné dans sa prison[2].

- 4 juin : la Compagnie d’Afrique est intégrée par John Law à la Compagnie d’Occident[3].

- 28 septembre : Abdullah et Hussain Ali mettent Roshan Akhtar sur le trône de l’Empire moghol sous le nom de Muhammad Shâh (fin en 1748)[5]. Sous son long règne, les favoris et les favorites dilapident le peu qui reste du trésor impérial.

- Pierre le Grand envoie les cartographes russes Ivan Evreinov et Fedor Loujine, qui partent d'Okhotsk pour étudier le détroit entre l’Asie et l’Amérique et les Îles Kouriles[6].

### Europe
- 9 janvier : la France déclare la guerre à l'Espagne (guerre de la Quadruple-Alliance, suite de la conspiration de Cellamare de 1718), et envahit une partie du Nord de l’Espagne[7].
- 23 janvier : le Liechtenstein devient une principauté autonome dans le cadre du Saint-Empire[8].
- 16 février : les Provinces-Unies adhérent à la Quadruple-Alliance[9].
- 21 février : Ulrique-Éléonore de Suède doit accepter une constitution qui réduit le pouvoir royal au profit des deux Chambres (Riksrad et Riksdag)[10].

- 2 mars : Georg Heinrich von Görtz, ministre des finances de Charles XII de Suède, condamné à mort pour haute trahison le 11 février, est exécuté[11].
- 17 mars : couronnement d'Ulrique-Éléonore de Suède[10].
- 17 avril[12] : le tsar Pierre Ier le Grand expulse les Jésuites hors de Russie[13].

- 17 avril (6 avril du calendrier julien) : suppression de tous les monopoles commerciaux en Russie[14]. Édit déclarant libres et accessibles à tous la recherche et l’extraction de toutes espèces de métaux sur toutes les terres, les propriétaires n’ayant qu’un droit de priorité.

- Mai : création à Vienne d’une seconde compagnie de commerce avec l’Orient. En mars, Fiume et Trieste obtiennent le statut de port franc[15]. Construction de routes reliant l’Adriatique aux pays héréditaires. La Compagnie tente d’organiser des échanges vers l’Espagne et les Barbaresques, mais se heurte à Venise et échoue.

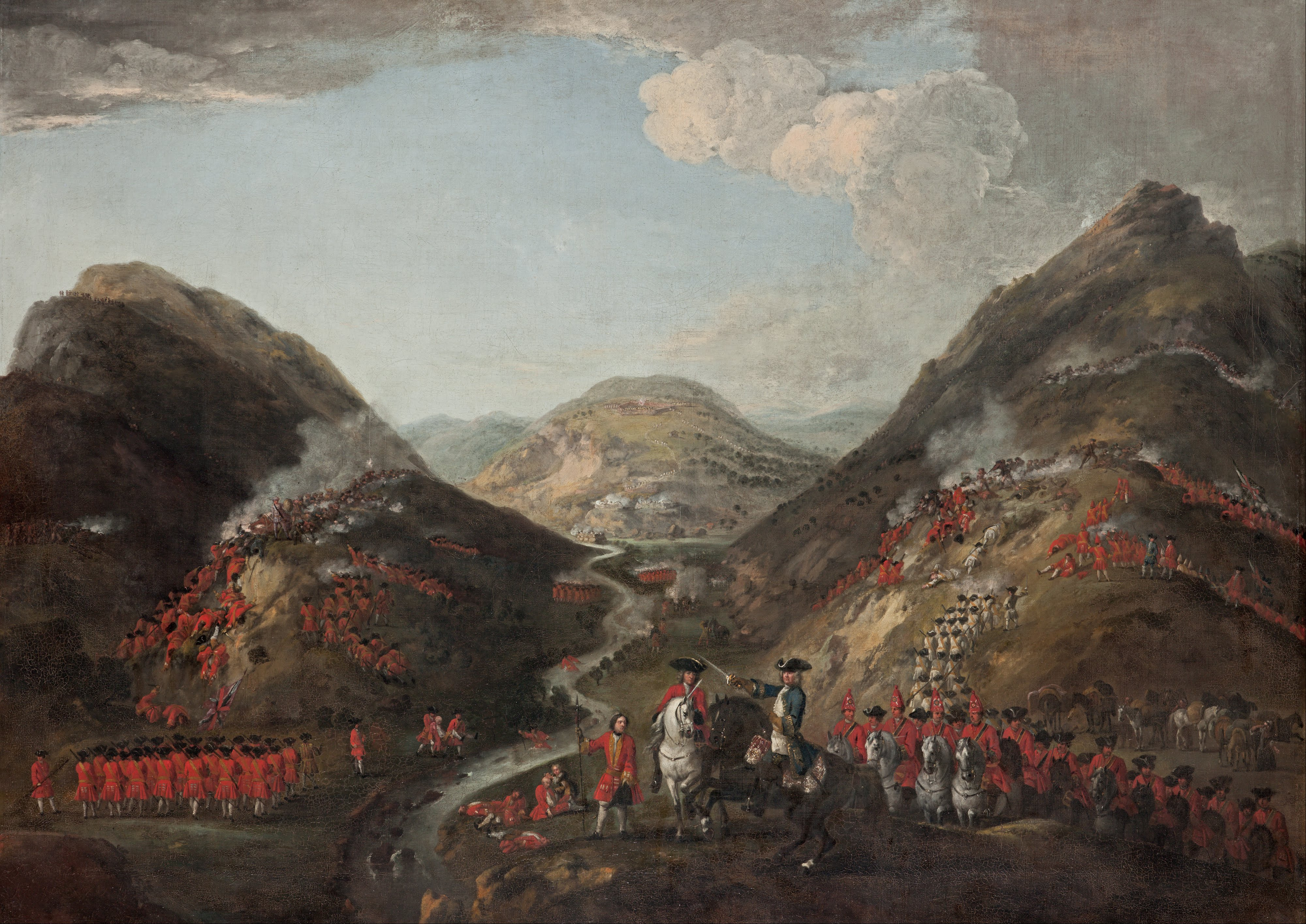
10 juin : bataille de Glen Shiel.

- 4 juin (24 mai du calendrier julien) : victoire de la flotte russe sur la Suède à la bataille de l'île d'Ösel[16].
- 10 juin : défaite des Jacobites alliés aux Espagnols à la bataille de Glen Shiel, en Écosse, face aux Britanniques[17].
- 18 juin : l'armée française de Berwick prend Fontarabie[7].
- 20 juin : victoire espagnole du Marquis de Lede sur les Impériaux de Mercy à la bataille de Francavilla, en Sicile[18].

- Été, Suisse : soulèvement de Werdenberg contre Glaris (réprimé en 1721)[19].

- Août : opération russe de Fiodor Apraxine en Suède. Des troupes cosaques sont débarquées et marchent sur Stockholm[20].
- 9 août : les Impériaux entrent dans Messine. La citadelle résiste jusqu'au 18 octobre[21].
- 14 août : l’assaut russe est repoussé devant Stockholm[20]
- 17 août : Berwick prend la citadelle de Saint-Sébastien[7].

- 11 octobre : victoire de la France à Urgell sur l'Espagne[22].
- 19 octobre : armistice entre la Suède et le Danemark[20].

- 20 novembre (9 novembre du calendrier julien) : Traité de Stockholm, mettant fin à la guerre entre la Suède et le Hanovre. Brême et Verden passent au Hanovre[20].
- 5 décembre : le ministre de Philippe V d'Espagne Alberoni est disgracié à la suite de la conspiration de Cellamare et se retire en Italie où il deviendra agent de la papauté (1721)[23].

- Création d’une garde impériale en Russie[24].

## Naissances en 1719
- 4 février : Ernst Wilhelm von Schlabrendorf, homme politique allemand († 14 décembre 1769).

- 24 avril : Giuseppe Baretti, écrivain, érudit, dramaturge, polémiste, critique littéraire, lexicographe et traducteur italien († 5 mai 1789).

- 29 mai : Lorenzo de Caro, peintre italien  de l'école napolitaine († 10 décembre 1777).

- 5 juin : Géraud Valet de Réganhac, juriste et poète français († 18 juin 1787).

- 7 juillet : Johann Karl von Herberstein, prélat autrichien († 7 octobre 1787).

- 23 août : Pierre Poivre, agronome et botaniste français († 1786).
- 25 août : Charles Amédée Philippe van Loo, peintre français († 15 novembre 1795).

- 5 novembre : François-Zacharie de Pourroy de l'Auberivière de Quinsonas,  homme de lettres français  († 23 février 1759).
- 14 novembre : Leopold Mozart, violoniste et compositeur, père de Wolfgang Amadeus Mozart († 28 mai 1787).
- 23 novembre : Johann Gottlob Immanuel Breitkopf, imprimeur allemand († 1794).

- Date inconnue :
  - Jean Baur, harpiste et compositeur français († circa 1773).
  - Juan José de Vértiz y Salcedo, militaire et haut fonctionnaire colonial espagnol († 1799).
  - Caterina Vizzani, femme italienne travestie en homme († 1743).

## Décès en 1719
- 31 janvier : Ádám Vay, sénateur kuruc (° 11 mai 1657).

- 12 février : Adam Ludwig Lewenhaupt, général suédois (° 15 avril 1659).

- 3 mars : Jacques-Louis Valon de Mimeure, écrivain français, marquis et membre de l'Académie française (° 19 novembre 1659).
- 13 mars : Johann Friedrich Böttger, chimiste allemand (° 4 février 1682).

- 7 avril : Jean-Baptiste de la Salle, ecclésiastique français (° 30 avril 1651).
- 15 avril : Madame de Maintenon, maîtresse puis épouse secrète de Louis XIV, fondatrice de la Maison royale de Saint-Louis à Saint-Cyr-l'École (° 1635).
- Avril : Pierre Pétrovitch, le successeur désigné par le tsar Pierre Ier de Russie.

- 7 mai :  Sebastiano Bombelli, peintre rococo italien (° 15 octobre 1635).

- 17 juin : Joseph Addison, homme d'État, écrivain et poète anglais (° 1er mai 1672).

- 22 juillet : Giovanni Gioseffo dal Sole, peintre italien de l'école bolonaise du baroque tardif (° 10 décembre 1654).

- 6 septembre : Carlo Cignani, peintre baroque italien de l'école bolonaise (° 15 mai 1628).

- 14 octobre : Arnold Houbraken, peintre et biographe néerlandais (° 28 mars 1660).

- 2 décembre : Pasquier Quesnel, oratorien, théologien et chef du parti janséniste (° 14 juillet 1634).
- 31 décembre : John Flamsteed, astronome britannique (° 19 août 1646).